# Alexander Mackintosh
Alexander C. Mackintosh (fl. XX secolo) è stato un golfista statunitense.

## Carriera
Mackintosh partecipò al torneo individuale di golf ai Giochi olimpici di Saint Louis 1904, in cui giunse sessantesimo a pari merito con Jarvis Hunt.